# Лугинина, Ия Германовна
Ия Германовна Лугинина (3 сентября 1922, Орлов, Вятская губерния — 1 декабря 2015, Белгород) — доктор технических наук, профессор, заведующая кафедрой технологии цемента и композиционных материалов БГТУ им. В. Г. Шухова (1973—1984), Заслуженный деятель науки РФ.

## Биография
Родилась 3 сентября 1922 года в городе Орлов. Среднюю школу окончила в 1941 году в Терийоки; в августе вместе с матерью и сестрой была эвакуирована в Халтурин, где с октября 1941 по май 1942 года работала в редакции местного радиовещания.
В 1942 году была принята на 1 курс Казанского химико-технологического института, на технологический факультет, организованный эвакуированным Ленинградским технологическим институтом. Весь период обучения работала в производственных мастерских института. Вместе с Ленинградским технологическим институтом им. Ленсовета в 1944 году переехала в Ленинград, в 1947 году окончила Ленинградский технологический институт, получив специальность «инженер-химик-технолог».
Профессиональную деятельность начала в должности инженера керамического отдела Управления промкооперации в Петрозаводске. В 1947—1949 годы работала начальником ОТК, заведующей лабораторией, и. о. главного инженера Летнереченского цементного завода (пос. Летнереченский, Беломорский район, Республика Карелия).
В 1949 году поступила в аспирантуру ЛТИ им. Ленсовета; в 1952 защитила кандидатскую диссертацию по теме «Влияние весьма высоких температур на образование клинкерных минералов и портландцементного клинкера».
Министерством высшего образования была направлена в Казахстан (г. Чимкент). С 1952 по 1973 гг. работала ассистентом, старшим научным сотрудником, доцентом, зав. кафедрой, профессором Казахского химико-технологического института.
В 1968 году защитила докторскую диссертацию по теме «Влияние режима обжига и минерализаторов на декарбонизацию и клинкерообразование».
С 1973 года работала в Белгородском государственном технологическом университете им. В. Г. Шухова, 11 лет возглавляла основанную ею кафедру технологии цемента и композиционных материалов, с 1984 года являлась профессором этой кафедры.

## Профессиональная и научная деятельность
Проф. И. Г. Лугинина — основатель научной школы, в активе которой — разработка технологии синтеза экологически чистого вещества, используемого для укрепления нефтяных и газовых скважин, широкое применение промышленных отходов с нейтрализацией нежелательных примесей, синтез связующего для окомкования железорудных окатышей, использование некондиционного сырья в производстве строительных материалов и др.
Результаты исследований И. Г. Лугининой, проведенные лично и в соавторстве с коллегами и учениками, опубликованы более чем в 300 научных работах, 3 монографиях, учебниках, защищены 62 авторскими свидетельствами на изобретения и 4 патентами.
Под её руководством защищено 33 кандидатских и 5 докторских диссертаций.
Была членом научно-технического совета Министерства промышленности строительных материалов СССР. Являлась экспертом Республиканского исследовательского научно-консультативного центра экспертизы Министерства промышленности, науки и технологий РФ в научно-технической сфере (2001 г.).
Была участником Международных конгрессов по химии и технологии цемента в Москве (1974), Париже (1980), Рио-де-Жанейро (1986), Дели (1992), Веймаре (1979, 1982, 1998), Гётеборге (1998).

#### Избранные труды
- Лугинина И. Г. Цементы из некондиционного сырья / И. Г. Лугинина, В. М. Коновалов. — Новочеркасск : Изд-во Новочеркасского гос. технич. ун-та, 1994. — 233 с.
- Лугинина И. Г. Клинкерообразование во вращающихся печах при получении портландского и специальных цементов : учеб. пособие / И. Г. Лугинина, Т. В. Кузнецова. — 2-е изд. — Белгород : БелГТАСМ, 1988. — 91 с.
- Лугинина И. Г. Химия и химическая технология неорганических вяжущих материалов : учеб. пособие. — Белгород : Изд-во БГТУ им. В. Г. Шухова, 2004. — Ч. 1. — 239 с.
- Лугинина И. Г. Химия и химическая технология неорганических вяжущих материалов : учебное пособие. — Белгород : Изд-во БГТУ им. В. Г. Шухова, 2004. — Ч. 2. — 198 с.
- Лугинина И. Г. Избранные труды. — Белгород : Изд-во БелГТАСМ, 2002. — 300 с.
- Загороднюк Л. Х. Углеотходы Экибастуза — ценное сырье для производства вяжущих / Л. Х. Загороднюк, И. Г. Лугинина. — Белгород : Изд-во БГТУ им. В. Г. Шухова, 2004. — 130 с.
- Нестерова Л. Л. Микроструктура цементного камня (исследования с применением оптического светового микроскопа) / Л. Л. Нестерова, И. Г. Лугинина, Л. Д. Шахова; под общ. ред. Л. Д. Шаховой. — М. : Изд-во АСВ, 2010. — 103 с.[8]

## Награды, премии и звания
- медаль «За трудовую доблесть» (1968)
- медаль «За доблестный труд. В ознаменование 100-летия со для рождения В. И. Ленина» (1970)
- орден Трудового Красного Знамени (1981)
- медаль «Ветеран труда» (1997)
- медаль «За доблестный труд в Великой Отечественной войне»
- орден Почета (2002)
- орден Петра Великого II степени (2007)
- медаль Союза женщин России (2003)
- медаль «За заслуги перед Землей Белгородской» I[9] и II степени
- медаль Шухова В. Г.
- нагрудный знак «За отличные успехи в области высшего образования»
- Заслуженный деятель науки Российской Федерации (1995)
- почетное звание «Инженер года-2003»[10]
- почётные грамоты Министерства общего и профессионального образования РФ (2000), губернатора Белгородской области (20.05.2010), Белгородской областной Думы (2012)
- нагрудный знак «Почётный работник высшего профессионального образования РФ».

## Память
2 сентября 2016 году в БГТУ им. В. Г. Шухова на кафедре технологии цемента и композиционных материалов была открыта Памятная Доска Ии Германовны Лугининой — с именем которой связано развитие и становление кафедры и университета в целом.